# 1896 în literatură
- 1895 în literatură — 1896 în literatură — 1897 în literatură

Anul 1896 în literatură a implicat o serie de noi cărți semnificative.

## Cărți noi
- Max Beerbohm - The Works of Max Beerbohm
- Richard Doddridge Blackmore - Tales from the Telling House
- René Boylesve - Le Médecin des dames de néans
- Joseph Conrad - An Outcast of the Islands
- Hall Caine - Jan the Icelander or Home, Sweet Home, A Lecture Story
- Marie Corelli
  - The Mighty Atom
  - The Murder of Delicia
  - Ziska
- Edouard Estaunie - L' empreinte
- Harold Frederic - The Damnation of Theron Ware
- Antonio Fogazzaro - The Patriot
- Mary E. Wilkins Freeman - Madelon
- Jules Girardin - Les aventures de M. Colin-Tampon
- Sarah Orne Jewett - The Country of the Pointed Firs
- John McCoy - A Prophetic Romance
- William Morris - The Well at the World's End
- Robert Louis Stevenson - Weir of Hermiston
- Mark Twain - Tom Sawyer, Detective
- Paul Valéry - La Soirée avec M. Teste
- Jules Verne
  - În fața steagului
  - Clovis Dardentor
- Mary Augusta Ward - Sir George Tressady
- H. G. Wells - The Island of Dr. Moreau
- Owen Wister - Red Men and White
- Emile Zola - Rome